# Camí de les Solanes (Castellcir)
El Camí de les Solanes és un camí rural que uneix el petit nucli a l'entorn de Sant Andreu de Castellcir amb la masia de les Solanes, dins del terme municipal de Castellcir, a la comarca del Moianès.

El Camí de les Solanes, respecte del terme de Castellcir

Arrenca del nucli format per l'església parroquial, la Rectoria Vella i Cal Tomàs en direcció sud-est, seguint la riera de Castellcir per la riba esquerra, però separant-se'n gradualment per pujar cap a la carena que hi ha en aquell costat. Passa a migdia del Cau del Llop, i comença a baixar cap a llevant, vers la vall del torrent del Bosc per davant, al nord-oest, de la masia del Bosc. Fins aquí el Camí de les Solanes coincideix plenament amb el Camí de la Balma Fosca, el del Bosc i el de Bernils.
Al nord d'aquesta masia, el camí, sense travessar el torrent esmentat, continua cap al nord-est per la riba dreta del torrent. Passa pel costat sud-est del Pla de l'Estepar, a ponent de la Solella del Bosc i de la Baga de la Balma Fosca, fins que, al nord-oest de la Balma Fosca, trenca cap al nord-est, allunyant-se del torrent, puja als Camps de les Solanes i arriba a la masia de les Solanes.

## Etimologia
Com la major part dels camins, el seu nom és de caràcter descriptiu: és el camí que des de Castellcir mena a les Solanes.